# Niles (Michigan)
Niles ist eine Stadt in Michigan in den Vereinigten Staaten. Sie liegt in Berrien County und Cass County. Laut dem United States Census Bureau hat die Stadt eine Gesamtfläche von 5,95 km² und nach der Volkszählung von 2020 11.988 Einwohner.

## Geschichte
Niles liegt am Ufer des St. Joseph River, an der Stelle des französischen Forts St. Joseph, das 1697 zum Schutz der 1691 gegründeten Jesuitenmission errichtet wurde. Nach 1761 wurde es von den Briten gehalten und am 25. Mai 1763 von amerikanischen Ureinwohnern während des Pontiac-Aufstand erobert. Die Briten eroberten das Fort zurück, aber es wurde nicht wieder besetzt und diente als Handelsposten. Während des Amerikanischen Unabhängigkeitskrieges wurde das Fort für kurze Zeit von einer spanischen Truppe gehalten. Die Besetzung des Forts durch die vier Nationen Frankreich, Großbritannien, Spanien und die Vereinigten Staaten hat Niles den Spitznamen Stadt der vier Flaggen eingebracht.
Die Stadt wurde nach Hezekiah Niles benannt, dem Herausgeber des Niles Register, einer Zeitung aus Baltimore. Die Stadt Niles, wie sie heute existiert, wurde 1827 besiedelt und 1829 als Village gegründet. Zwischen 1820 und 1865 war Niles ein integraler Bestandteil der Underground Railroad, die Sklaven half, von so weit südlich wie New Orleans nach Kanada zu entkommen.

## Demografie
Nach einer Schätzung von 2019 leben in Niles 11.149 Menschen. Die Bevölkerung teilt sich auf in 84,8 % Weiße, 9,0 % Afroamerikaner, 1,0 amerikanische Ureinwohner, 0,9 Asiaten und 3,9 % mit zwei oder mehr Ethnizitäten. Hispanics und Latinos aller Ethnien machten 5,7 % der Bevölkerung aus. Das mittlere Haushaltseinkommen lag bei 34.486 US-Dollar und die Armutsquote bei 27,3 %.

## Persönlichkeiten
- John Francis Dodge (1864–1920), Automobilhersteller
- Horace Elgin Dodge (1868–1920), Automobilhersteller
- Ring Lardner (1885–1933), Sportreporter und Schriftsteller